# Petit-Bourg
Petit-Bourg (Guadeloupe-Kreolisch: Ti Bou oder Tibou) ist eine Gemeinde mit 24.299 Einwohnern (Stand 1. Januar 2022) im französischen Übersee-Département Guadeloupe.

## Geographie
Petit-Bourg befindet sich auf der Insel Basse-Terre, einer der beiden Hauptinseln von Guadeloupe. An die Gemeinde grenzen die Gemeinden Goyave im Süden, Vieux-Habitants im Südwesten, Bouillante im Westen sowie Pointe-Noire, Lamentin und Baie-Mahault im Norden. Im Osten grenzt die Gemeinde an die Bucht Petit cul de sac marin.
Durch das Gemeindegebiet, die Bebauung westlich umfahrend, führt die Hauptstraße N 1 zwischen Pointe-à-Pitre und der Stadt Basse-Terre.

## Geschichte
Petit-Bourg – „Kleiner Ort“ – hatte seinen Ursprung im Jahr 1643, als Charles Houël, der Entsandte der französischen Compagnie des îles d'Amérique, der amerikanischen Inselkompanie, in dieser Region verschiedene Dörfer gründete.
| Bevölkerungsentwicklung | Bevölkerungsentwicklung | Bevölkerungsentwicklung | Bevölkerungsentwicklung | Bevölkerungsentwicklung | Bevölkerungsentwicklung | Bevölkerungsentwicklung | Bevölkerungsentwicklung | Bevölkerungsentwicklung |
| ----------------------- | ----------------------- | ----------------------- | ----------------------- | ----------------------- | ----------------------- | ----------------------- | ----------------------- | ----------------------- |
| Jahr                    | 1961                    | 1967                    | 1974                    | 1982                    | 1990                    | 1999                    | 2006                    | 2011                    |
| Einwohner               | 9.480                   | 10.342                  | 11.948                  | 13.078                  | 14.867                  | 20.528                  | 21.153                  | 23.729                  |

## Sehenswürdigkeiten
- Die Kirche  Notre-Dame-de-l'Assomption stammt aus dem Jahr 1931 und wurde nach dem Entwurf des Architekten Ali Tur errichtet.
- Petit-Bourg hat einen Anteil am Naturpark Valombreuse und am Nationalpark Guadeloupe. Der Saut de la Lézarde ist ein bekannter Wasserfall. Er ist – von einem Tropenwald umgeben – mehr als zehn Meter hoch und wird von einem Bach namens Lézarde gebildet.

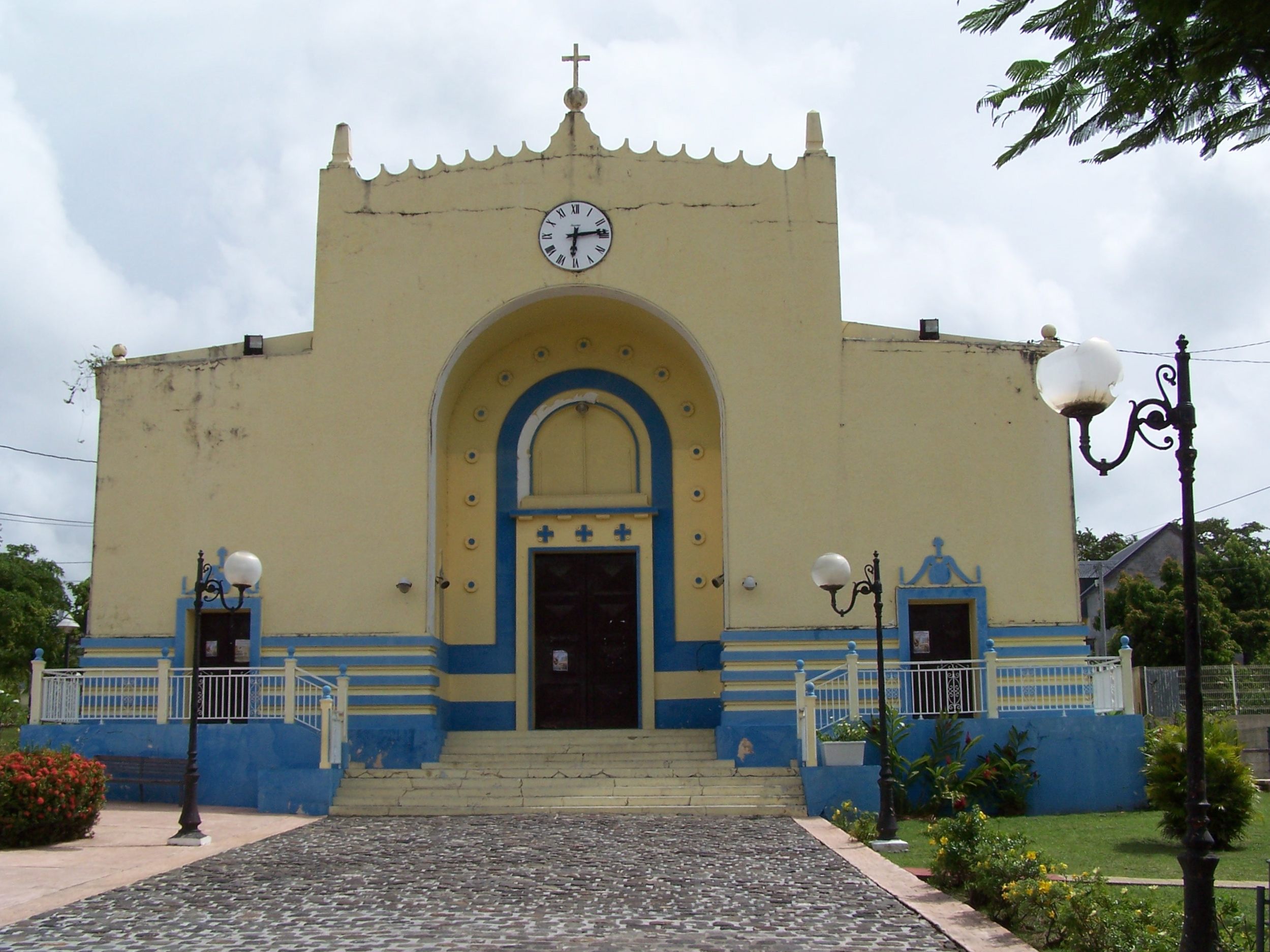
Notre-Dame-de-l'Assomption
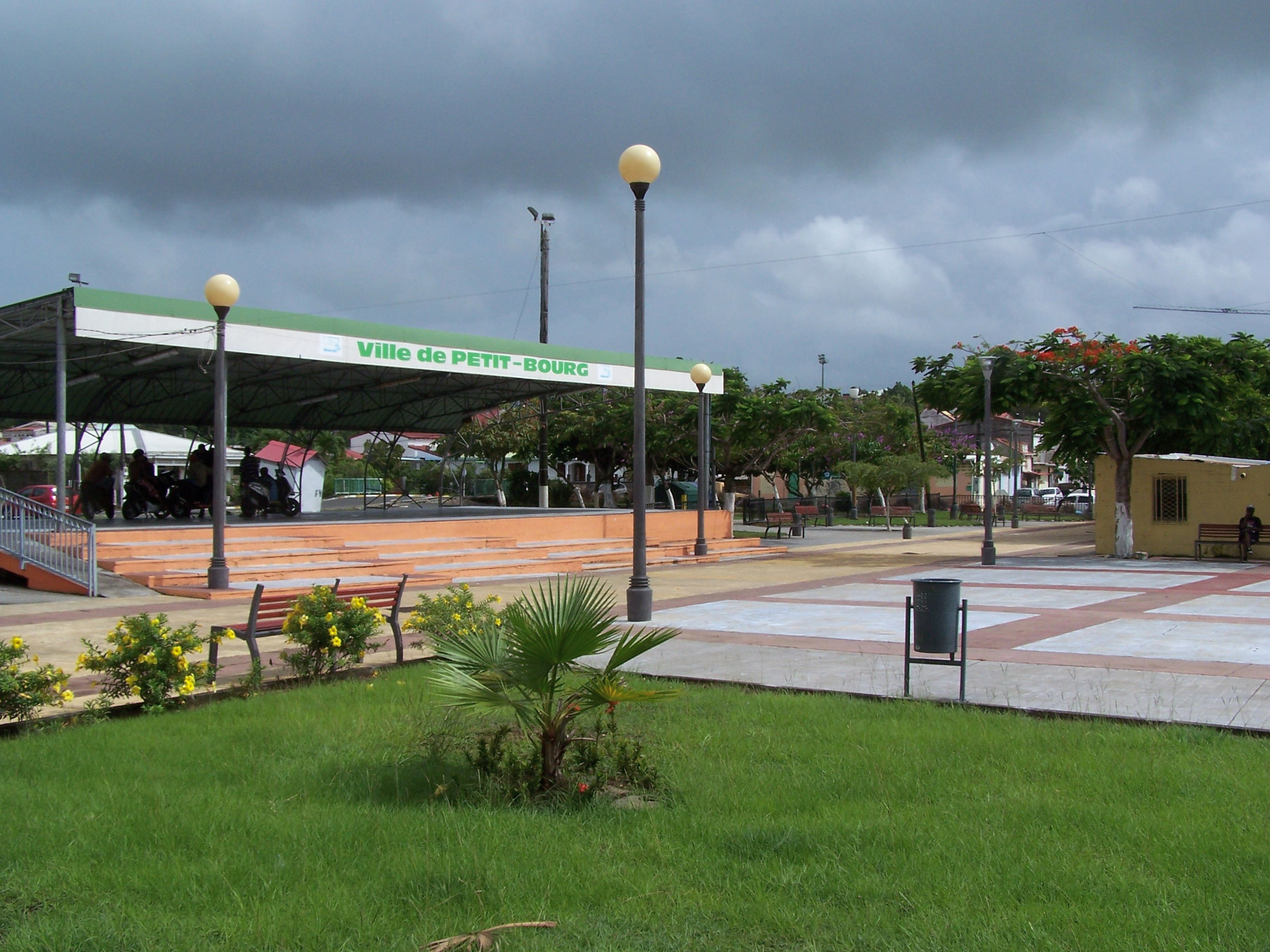
Hauptplatz der Stadt
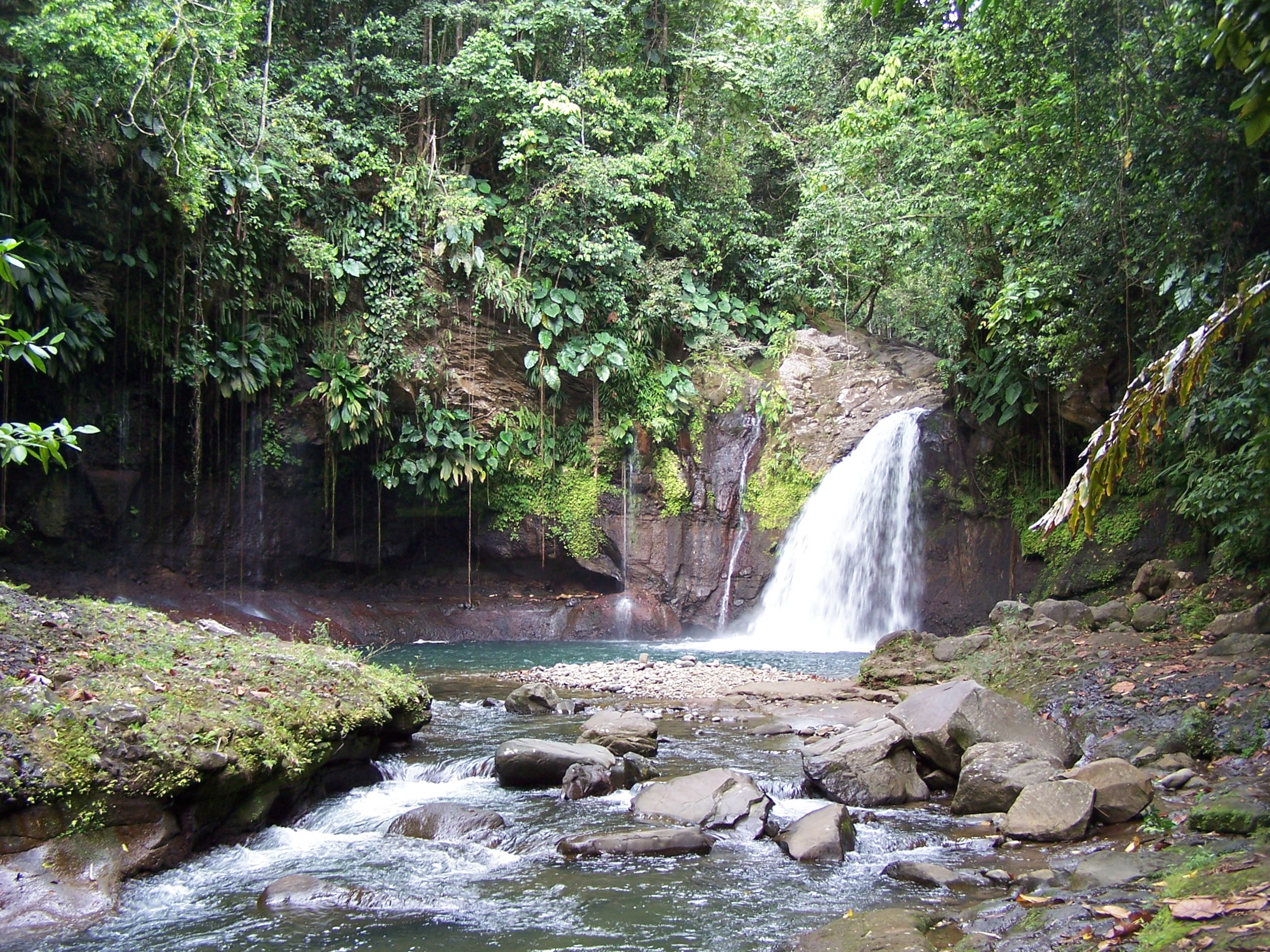
Saut de la Lézarde

## Persönlichkeiten
- Louise Amour Marie de la Roche de Fontenilles (1844–1924), französisch-kreolische Malerin